# San Lorenzo de Mongay
San Lorenzo de Mongay (en catalán y oficialmente Sant Llorenç de Montgai) es un núcleo de población que forma parte del término municipal de Camarasa Fontllonga, en la comarca de Noguera.

## Ubicación
Está situado a una altitud de 250 m, a orillas del embalse de San Lorenzo de Mongay, en el río Segre, a 4 km de Camarasa, río arriba, y a 9 km de Balaguer, aguas abajo. En el censo del ayuntamiento de Camarasa consta que su población es de 186 habitantes, 27 de ellos fuera del núcleo.

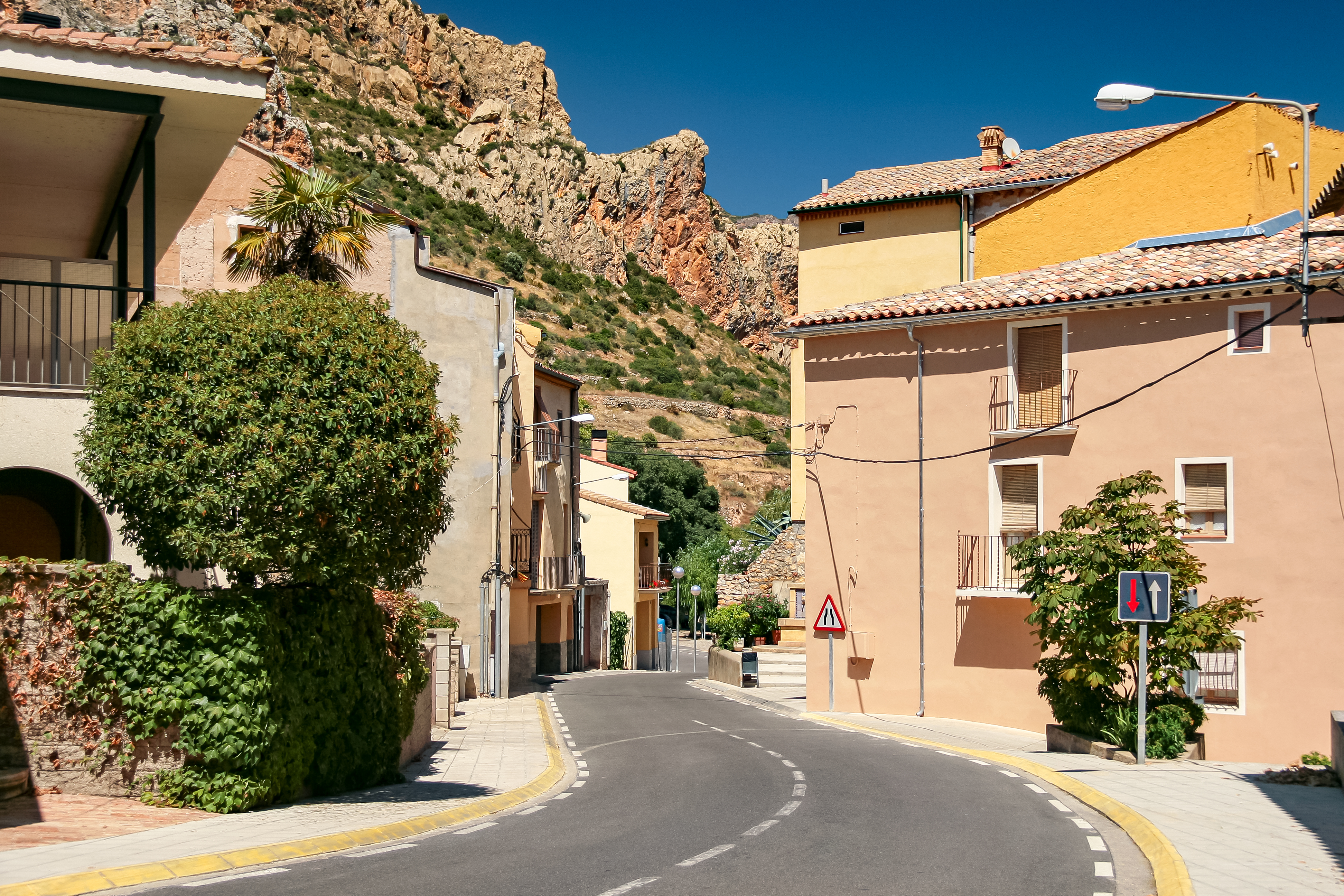
Calle de la localidad

El pueblo se encuentra a la salida de un recodo del río, que gira de oeste a sur, dominado por escarpes rocosos, a unos 500 m del yacimiento de la Roca dels Bous. Enfrente, la sierra de Monteró, que culmina a 575 m, al otro lado del Segre. Detrás, se alejan las últimas estribaciones de la sierra de Mont-roig, con el castillo de San Lorenzo de Mongay, de época islámica (556 m), y el Tossal de Sant Cristófol (629 m), abriendo paso a una planicie que se abre hacia el sur. En ella se encuentra la Solana, con diversas torres y el camping La Noguera. Destacan la Torre de Pujol, junto a la central hidroeléctrica y la presa de San Lorenzo de Montgai. Al oeste, la línea del ferrocarril, que aparece tuneleando junto al pueblo desde el norte, por debajo de Mont-roig y sigue el borde de la montaña hacia Balaguer.
El pueblo da nombre al embalse, catalogado como Reserva Natural de fauna salvaje por las aves acuáticas y como zona húmeda de importancia nacional. Desde la presa sale el Canal Auxiliar de Urgel.
La población dispone de una estación de la línea ferroviaria Lérida-Puebla de Segur.
Desde Camarasa sale una variante de la carretera C-13, que pasa por el pueblo, la LV-9047, que sigue el río hasta Gerb, y que se ramifica en el mismo núcleo urbano en la LV-9409 hasta la estación de tren, a unos 500 m.

## Patrimonio arqueológico
A unos 500 m al norte del núcleo urbano se encuentra el yacimiento de la Roca dels Bous, en un escarpe después de la curva del río Segre. Se trata de un yacimiento del Paleolítico Medio en el que se han encontrado restos de neandertales. La excavación se realiza mediante métodos muy avanzados que permiten hacer la visita con una tableta electrónica. Es posible que los neandertales hayan vivido aquí en época muy temprana, hace entre 34.000 y 38.000 años.
A unos 1500 m del yacimiento y a 800 m del núcleo urbano de San Lorenzo de Montgai se encuentra el Parque Arqueológico Didáctico de San Lorenzo de Mongay (Parc Arqueològic de Sant Llorenç de Montgai), que consiste en réplicas de campamentos y poblados prehistóricos y la simulación de una excavación arqueológica para familiarizarse con las técnicas de investigación actuales. Fue inaugurado en 2004, ha sido diseñado por el Centro de Estudios del Patrimonio Arqueológico de la Prehistoria de la Universidad Autónoma de Barcelona (Centre d’Estudis del Patrimoni Arqueològic de la Prehistòria de la Universitat Autònoma de Barcelona) (CEPAP-UAB), está gestionado por la Associació Recerca i Difusió del Patrimoni Històric (ARDPH) y organiza los talleres el Camp d'Aprenentatge de la Noguera.

## Escalada
Los acantilados y espolones rocosos que conforman el paisaje que rodea San Lorenzo de Mongay favorecen la escalada. El yacimiento arqueológico se encuentra en un acantilado conocido como Paret de l’Os (Pared del Oso), al norte del núcleo urbano.
Una escalada clásica es el Espolón Sur, la llamada Original a l’Esperó Sud.

## Batalla de San Lorenzo de Mongay
Este núcleo de población es famoso por una batalla ocurrida durante la sublevación de Cataluña de 1640, también conocida como la guerra de los Segadores (Guerra dels Segadors).
La sublevación se inicia en Cataluña durante el Corpus de Sangre en junio de 1640, hartos los campesinos catalanes de la explotación por parte de las oligarquías catalana y española. Estos últimos, además, utilizan Cataluña como campo de batalla contra los franceses.
En enero de 1641, Pau Claris proclama la República Catalana, y ese mismo mes, incapaz de contener la rebelión de sus propios campesinos y para neutralizar la invasión española, que quiere recuperar la región, nombra conde de Barcelona al rey Luis XIII de Francia. Con esta alianza, Cataluña va a resistir a los españoles durante diez años. Sin embargo, la muerte de Luis XIII y el paso del poder en Francia a manos de Luis XIV permitió que las tropas españolas fueran recuperando territorio poco a poco.
En septiembre de 1644, las tropas españolas recuperan Balaguer y el río Segre hasta Camarasa. El 22 de junio de 1645, un contingente de tropas catalano-francesas, a las órdenes de Enrique de Lorena, conde de Harcourt, ataca las tropas españolas, que se hallan bajo las órdenes de Andrea Cantelmo, capitán general del Ejército de Cataluña, en la llanura de San Lorenzo de Montgai. En la batalla se captura a Francisco de Orozco y Ribera, marqués de Mortara y virrey de Cataluña, y cinco tercios de infantería. Las tropas españolas restantes se ven obligadas a retirarse a Balaguer. Cantelmo deja el mando a Simón de Mascareñas, que se rendirá el 9 de octubre, entregando Balaguer a los catalano-franceses.
La frontera quedó estabilizada durante un decenio, hasta el fin de la guerra de los Segadores, durante el sitio de Barcelona de los años 1651 y 1652, por la que Cataluña pasa de nuevo a manos españolas. 